# Ragnar Blomquist
Edvin Ragnar Blomquist, född 10 januari 1878 på Lovön, död 10 augusti 1963, var en svensk ingenjör.
Blomquist utexaminerades från Tekniska högskolans avdelning för väg- och vattenbyggnadskonst 1901, var byråingenjör vid Arméns kasernbyggnadsnämnd, avancerade inom väg- och vattenbyggnadskåren till major 1927 och blev vid sin avgång ur kåren 1943 utnämnd till överste. Redan 1899 erhöll Blomquist anställning vid Stockholms stads gas- och elektricitetsverk, där han under de stora nybyggnadsarbetena 1908–1911 var arbetschef. 1911–1925 var Blomquist överingenjör vid Stockholms gasverk. Blomquist kallades 1925 till chef för Höganäs-Billesholms AB, som under Blomquists ledning undergick en betydande expansion. 1934 blev Blomquist chef för Lifförsäkrings AB Thule, och befattningen utökades 1936 med att omfatta hela Thulegruppen: Försäkringsbolagen Norrland, Niord, Skandinavien och Brand-Victoria. 
Blomquist var som styrelsemedlem knuten till flera svenska industriföretag, han var styrelsemedlem i styrelserna för Bolidens Gruvaktiebolag, Boliden-Rönnskär Transportaktiebolag T Uddeholms AB och Hälsingborg-Hässleholms Järnväg, Höganäs-Billesholm Billesholms Glasulls AB, Svenska hypotekskredit AB samt S.P.P. AB Svenska Tobaksmonopolet och vice ordförande i Svenska försäkringsbolags riksförbund. I samband med att storbyggmästaren Olle Engkvist bolagiserade sin byggverksamhet 1945 ingick Blomquist i styrelsen för Olle Engkvist Byggnads AB, senare Bygg-Oleba.
1935 blev han ledamot av Ingenjörsvetenskapsakademien. Han var även styrelsemedlem i statens sakrevision, chef för krigsindustriavdelningen och försvarsväsendets verkstadsnämnd, chef för Industrikommissionens krigsindustriavdelning 1940–1943 och ordförande i 1940 års krisrevision under samma period, 1944–1952 ordförande i Skattebetalarnas förening samt 1950 vid 72 års ålder styrelseledamot i Thulebolagen.
Blomquists insatser till fromma för svenskt näringsliv sammanhänger väsentligen med hans betydande organisatoriska talang, ovanliga arbetsförmåga och stora praktiska förnuft.
Han blev Riddare av Vasaorden, första klass 1916, Kommendör av Vasaorden första klass 1924, Kommendör av Nordstjärneorden andra klass 1931. 1940 tilldelade fältmarskalk Mannerheim honom frihetskorset av 2. klass för förtjänster i vinterkriget 1939–1940.